# اورخوف (ناحیه ییهلاوا)
اورخوف (به چکی: Ořechov) یک منطقهٔ مسکونی در جمهوری چک است که در ناحیه ییهلاوا واقع شده‌است. اورخوف ۲٫۸۹ کیلومتر مربع مساحت و ۷۲ نفر جمعیت دارد و ۶۳۵ متر بالاتر از سطح دریا واقع شده‌است.